# Lista siturilor arheologice din județul Iași - Ș
Lista siturilor arheologice din județul Iași - Ș conține toate siturile arheologice din județul Iași înscrise în Repertoriul Arheologic Național (RAN) și aflate în localități al căror nume începe cu litera Ș. RAN este administrat de Ministerul Culturii și Patrimoniului Național și cuprinde date științifice, cartografice, topografice, imagini și planuri, precum și orice alte informații privitoare la zonele cu potențial arheologic, studiate sau nu, încă existente sau dispărute.
Puteți căuta un sit din localitățile care încep cu litera Ș folosind formularul de mai jos sau puteți naviga prin toate siturile din județ la Lista siturilor arheologice din județul Iași.
| Cod RAN                                  | Denumire | Localitate                     | Adresă              | Datare                            | Descoperit | Coordonate | Imagine           | Erori            |
| ---------------------------------------- | --- | ------------------------------ | ------------------- | --------------------------------- | ---------- | ---------- | ----------------- | ---------------- |
| 99307.02.01 (Cod LMI: IS-I-s-B-03662)    | Situl arheologic de la Șcheia / ansamblu anonim (Categorie: locuire civilă) (Tip: Așezare)                         | sat Șcheia, comuna Șcheia      |                     | sec. XV - XVI                     |            |            | Încărcați imagine | Raportați eroare |
| 99307.01.01 (Cod LMI: IS-I-m-B-03663.03) | Situl arheologic de la Șcheia - "Humărie - mal stâng" / ansamblu anonim (Categorie: locuire civilă) (Tip: Așezare) | sat Șcheia, comuna Șcheia      | Humărie - mal stâng | geto-dacică sec. III - II a. Chr. |            |            | Încărcați imagine | Raportați eroare |
| 99307.01.02 (Cod LMI: IS-I-m-B-03663.02) | Situl arheologic de la Șcheia - "Humărie - mal stâng" / ansamblu anonim (Categorie: locuire civilă) (Tip: Așezare) | sat Șcheia, comuna Șcheia      | Humărie - mal stâng | sec. II - III                     |            |            | Încărcați imagine | Raportați eroare |
| 99307.01.03 (Cod LMI: IS-I-m-B-03663.01) | Situl arheologic de la Șcheia - "Humărie - mal stâng" / ansamblu anonim (Categorie: locuire civilă) (Tip: Așezare) | sat Șcheia, comuna Șcheia      | Humărie - mal stâng | sec. VIII - X                     |            |            | Încărcați imagine | Raportați eroare |
| 96245.01.01 (Cod LMI: IS-I-m-B-03666.04) | Situl arheologic de la Șerbești - "Fundătura II" / ansamblu anonim (Categorie: locuire civilă) (Tip: Așezare)      | sat Șerbești, comuna Ciortești | Fundătura II        | geto-dacică                       |            |            | Încărcați imagine | Raportați eroare |
| 96245.01.02 (Cod LMI: IS-I-m-B-03666.03) | Situl arheologic de la Șerbești - "Fundătura II" / ansamblu anonim (Categorie: locuire civilă) (Tip: Așezare)      | sat Șerbești, comuna Ciortești | Fundătura II        | sec. IV                           |            |            | Încărcați imagine | Raportați eroare |
| 96245.01.03 (Cod LMI: IS-I-s-B-03666)    | Situl arheologic de la Șerbești - "Fundătura II" / ansamblu anonim (Categorie: locuire civilă) (Tip: Așezare)      | sat Șerbești, comuna Ciortești | Fundătura II        | sec. VIII - IX                    |            |            | Încărcați imagine | Raportați eroare |
| 96245.01.04 (Cod LMI: IS-I-m-B-03666.01) | Situl arheologic de la Șerbești - "Fundătura II" / ansamblu anonim (Categorie: locuire civilă) (Tip: Așezare)      | sat Șerbești, comuna Ciortești | Fundătura II        | Răducăneni sec. X - XII           |            |            | Încărcați imagine | Raportați eroare |
| 96245.01.05 (Cod LMI: IS-I-m-B-03666.02) | Situl arheologic de la Șerbești - "Fundătura II" / ansamblu anonim (Categorie: locuire civilă) (Tip: Așezare)      | sat Șerbești, comuna Ciortești | Fundătura II        | Dridu sec. X - XII                |            |            | Încărcați imagine | Raportați eroare |
| 95783.01.01 (Cod LMI: IS-I-m-B-03667.03) | Așezarea medievală de la Șorogari - "La Poligon" / ansamblu anonim (Categorie: locuire civilă) (Tip: Așezare)      | sat Șorogari, comuna Aroneanu  | La Poligon          | sec. XIII - XIV                   |            |            | Încărcați imagine | Raportați eroare |
| 95783.01.02 (Cod LMI: IS-I-m-B-03667.02) | Așezarea medievală de la Șorogari - "La Poligon" / ansamblu anonim (Categorie: locuire civilă) (Tip: Așezare)      | sat Șorogari, comuna Aroneanu  | La Poligon          | sec. XIV - XV, XVI                |            |            | Încărcați imagine | Raportați eroare |
| 95783.01.03 (Cod LMI: IS-I-m-B-03667.01) | Așezarea medievală de la Șorogari - "La Poligon" / ansamblu anonim (Categorie: locuire civilă) (Tip: Așezare)      | sat Șorogari, comuna Aroneanu  | La Poligon          | sec. XVII - XVIII                 |            |            | Încărcați imagine | Raportați eroare |
| 100077.01.01                             | Valul din epoca migrațiilor de la Șendreni / ansamblu Valul lui Traian (Categorie: fortificație) (Tip: Val)        | sat Șendreni, comuna Victoria  |                     |                                   |            |            | Încărcați imagine | Raportați eroare |